# Liste der Baudenkmale in Langen Brütz
In der Liste der Baudenkmale in Langen Brütz sind alle Baudenkmale der Gemeinde Langen Brütz (Landkreis Ludwigslust-Parchim) und ihrer Ortsteile aufgelistet (Stand: Januar 2021).

## Kritzow
| ID | Lage    | Bezeichnung                                          | Beschreibung | Bild                                                 |
| -- | ------- | ---------------------------------------------------- | ------------ | ---------------------------------------------------- |
|    | (Karte) | Waldfriedhof mit Feldsteinmauer und Mausoleum Hansen |              | Waldfriedhof mit Feldsteinmauer und Mausoleum Hansen |

## Langen Brütz
| ID | Lage                         | Bezeichnung             | Beschreibung | Bild                |
| -- | ---------------------------- | ----------------------- | --- | ------------------- |
|    | (Karte)                      | Kirche mit Friedhof     | | Kirche mit Friedhof |
|    | Friedhof (Karte)             | Mausoleum               | |                     |
|    | Friedhof                     | Grabmal von Fr. Diestel | |                     |
|    | Kleefelder Straße 18 (Karte) | Katen und Stall         | |                     |
|    | Kleefelder Straße 20 (Karte) | Gutshaus und Stall      | 1-gesch. Fachwerkbau mit Krüppelwalmdach; Gut u. a. der Familien von Halberstadt (um 1660) und Markgraf (ab 1907), 1923 aufgesiedelt. |                     |